# Inscripción de una dedicatoria real de Ecrón
La Inscripción de una dedicatoria real de Ecrón, o simplemente la Inscripción de Ecrón, es una inscripción de dedicación real encontrada en su contexto primario, en las ruinas de un templo durante las excavaciones de 1996 en Ecrón, conocida como KAI 286.
Está incisa en un bloque de piedra caliza de forma rectangular, tiene cinco líneas y 71 caracteres, y menciona a Ecrón, confirmando así la identificación del lugar, así como a cinco de sus gobernantes, entre ellos Ikausu (Aquis), hijo de Padi, que construyó el santuario. Padi e Ikausu son conocidos como reyes de Ecrón por los Anales Reales neoasirios de finales del siglo VIII y del siglo VII. El rey Padi se menciona en relación con acontecimientos de los años 701 y 699 a. C., y el rey Ikausu en relación con los años 673 y 667 a. C., lo que sitúa la fecha de la inscripción firmemente en la primera mitad del siglo VII a. C., y muy probablemente en el segundo cuarto de ese siglo.
Es el primer cuerpo de texto conectado que se identifica como «filisteo», sobre la base de la identificación de Ecrón como ciudad filistea en la Biblia (Josué 13:3 y 1 Samuel 6:17). Sin embargo, está escrita en un dialecto cananeo similar al fenicio y al hebreo bíblico, de manera que sus descubridores se refirieron a ella como «una especie de enigma».

## Descubrimiento
La inscripción fue descubierta en las excavaciones del Instituto Albright de Investigación Arqueológica de Tel Miqne, dirigidas por Seymour Gitin y Trude Dothan.
La inscripción es uno de los documentos primordiales para establecer la cronología de los acontecimientos relacionados con el final del período bíblico tardío, especialmente una posible historia tardía de los filisteos, por lo que se ha dicho que la inscripción es uno de los hallazgos arqueológicos más importantes del siglo XX en Israel.

## Texto
El texto está escrito de derecha a izquierda en el estilo y el dialecto de las inscripciones fenicias de Biblos.
Se ha transcrito y traducido como:
𐤟𐤁𐤕𐤟𐤁𐤍𐤟𐤀𐤊𐤉𐤔𐤟𐤁𐤍𐤟𐤐𐤃𐤉𐤟𐤁𐤍
bt·bn·ʾkyš·bn·pdy·bn·
El templo que él construyó, -ky-š hijo de Padi,
𐤉𐤎𐤃𐤟𐤁𐤍𐤟𐤀𐤃𐤀𐤟𐤁𐤍𐤟𐤉𐤏𐤓𐤟𐤔𐤓𐤏𐤒
ysd·bn·ʾdʾ·bn·yʿr·śrʿq
hijo de Yasid, hijo de Ada, hijo de Ya'ir, gobernante
𐤓𐤍𐤟𐤋𐤐𐤕[ ]𐤉𐤄𐤟𐤀𐤃𐤕𐤄𐤟𐤕𐤁𐤓𐤊𐤄𐤟𐤅𐤕
rn·lpt[ ]yh·ʾdth·tbrkh·wt
de Ecrón, para su señora Pt [] yh. Que ella lo bendiga
𐤟𐤔𐤌⸢𐤓⸣𐤄𐤟𐤅𐤕𐤀𐤓𐤊𐤟𐤉𐤌𐤄𐤟𐤅𐤕𐤁𐤓𐤊
šm⸢r⸣h·wtʾrk·ymh·wtbrk·
y proteja, prolongue sus días y bendiga
𐤀⸣𐤓⸢𐤑⸣𐤄⸣
⸢ʾ⸣r⸢ṣ⸣h
su tierra

## Interpretación
El idioma y la forma de escritura de la inscripción de Ecrón muestran una influencia fenicia significativa, y el nombre ʾ-ky-š se entiende como Aquis.
La inscripción contiene una lista de cinco de los reyes de Ecrón, de padres a hijos: Ya'ir, Ada, Yasid, Padi e Ikausu, y el nombre de la diosa Pt [] yh a quien está dedicado el templo. Padi e Ikausu se mencionan en los Anales Reales Neoasirios, que proporcionan la base para fechar sus reinados a finales de los siglos VIII y VII a. C.
La inscripción también identificó de forma segura el sitio al mencionar el nombre Ecrón.
La identidad de «pt [g / r / -] yh» ha sido objeto de debate académico, siendo la tercera letra un gimel muy pequeño que da «ptgyh» que podría ser una deidad previamente desconocida, o un resh dando «ptryh» o «Pidray» la hija semita de Baal, o un nun dando «ptnyh». o ninguna letra en absoluto dando «ptyh».